# ماري بويل
ماري بويل (بالإنجليزية: Mary Boyle)‏ هي عالمة نفس بريطانية، ولدت في 23 مايو 1949.